# Штатс-контор-коллегия
Штатс-контор-коллегия — орган центрального управления государственными финансами России в XVIII веке, образованный в 1717 году в ходе реформ Петра I и упразднённый в результате реформы государственного управления, проведённой Екатериной II.

## История
После того, как в 1711 году в России был образован высший орган управления — Сенат, началось формирование органов отраслевого управления — коллегий, которые заменяли систему приказов. По шведскому образцу в сфере управления реформированными государственными финансами были учреждены три коллегии: камер-коллегия ведала доходами, штатс-контор-коллегия — расходами, а ревизион-коллегия занималась проверками. 
В декабре 1717 года были утверждены штаты коллегии, назначены президент и вице-президент. Первым президентом коллегии стал граф И. А. Мусин-Пушкин. Структура и порядок делопроизводства в коллегии определялись Генеральным регламентом, а местом пребывания коллегии стал Санкт-Петербург. В перешедшие от приказа Большой казны функции коллегии, утверждённые в декабре 1718 года, входило выделение определённых сумм государственным учреждениям и должностным лицам через кассы на местах (рентереи), управлявшиеся назначаемыми в провинции коллегией рентмейстерами. 
В ноябре 1723 года Штатс-контор-коллегия из самостоятельного органа управления была преобразована в Штатс-контору: в 1723—1726 годах в структуре Сената, а в 1726-1730 в составе Камер-коллегии. Но уже в июле 1730 года Штатс-конторе был возвращён статус самостоятельной коллегии. 
В ходе реформы местного управления, проведённой Екатериной II, в сфере государственных финансов были учреждены новые органы центрального управления и губернские учреждения: казначейства в Петербурге и в Москве, а также губернские казённые палаты и уездные казначейства. Им и были переданы функции подразделений Штатс-контор-коллегии, упразднённой в 1780 году.